# Ambasada Gavioli
Ambasada Gavioli je diskoteka v Izoli. 
Ambasada Gavioli je poimenovana po njenem arhitektu Gavioliju. Nahaja se na 1600 m2, sprejme pa lahko do 2500 ljudi. Je najbolj popularna in znana diskoteka v Sloveniji.
Velikokrat gosti razne znane DJ-je elektronske glasbe, kot so npr. David Morales, Chris Liebing, Carl Cox, Bob Sinclar, Erik Morillo, David Guetta, Roger Sanchez itd.
Leta 2021 je bila Amabasada Gavioli za 1.950.000 evrov prodana koprskemu podjetju Ensol 360.